# DNA²
DNA² (D・N・A² ～何処かで失くしたあいつのアイツ～, Dī En Ei Tsū: Dokoka de Nakushita Aitsu no Aitsu) és una sèrie manga de Masakazu Katsura publicada a la revista Weekly Shonen Jump de l'editorial Shueisha, entre els anys 1993 i 1994. L'any 1994 se'n va fer una edició anime produïda per Madhouse i l'Studio Deen i dirigida per Jun'ichi Sakata. Fou estrenada al Japó pel canal NTV, des del 7 d'octubre de 1994 fins al 23 de desembre del mateix any. Posteriorment, se'n va editar una seqüela de 3 episodis en format OVA, des del 21 de febrer de 1995 fins al 25 de juny del mateix any, que complementen la sèrie original.
A Espanya, la sèrie manga fou editada primerament per Norma Editorial i posteriorment per Planeta deAgostini, mentre que la versió anime fou distribuïda sencera, la sèrie d'animació més els episodis OVA, per Selecta Visión en format DVD. A Catalunya, la sèrie d'anime sencera fou traduïda i emesa pel canal K3, del 22 de febrer de 2004 a l'11 d'abril del mateix any.

## Argument
En Junta Momonari és un noi que pateix d'al·lèrgia a les dones (cada vegada que una noia bella se li acosta o la veu, es vomita damunt), la qual cosa l'ha portat a una profunda depressió. La seva vida canvia quan coneix la Karin Aoi, una noia viatgera del temps qui cerca en Junta per a modificar-li l'ADN, ja que en el futur es convertiria en el Mega Playboy, capaç de seduir a qualsevol dona amb la qual engendraria 100 fills que al seu torn engendrarien 100 fills amb les seves habilitats, provocant una sobrepoblació del planeta. No obstant això, la Karin Aoi s'equivoca en disparar-li una bala modificadora d'ADN que afavoreix la seva transformació en "Mega Playboy", per la qual cosa ara es proposa com a missió impedir costi el que costi que tingui sexe amb qualsevol dona fins a retornar-li el seu ADN original.

## Personatges
Junta Momonari (桃生 純太, Momonari Junta)
Veu: Keiichi Nanba (japonès); Albert Trifol Segarra (català)
En Junta és un típic estudiant, excepte perquè té una estranya "al·lèrgia" a les dones, cada vegada que veu alguna cosa propera a un cos femení nu entra en crisi i es posa a vomitar, encara que sigui roba interior o roba esportiva ajustada. Després que la Karin li dispara una Bala DMC es transforma en el Mega Playboy, però com que es va equivocar de bala, la transformació és inestable, per la qual cosa la seva vida es balanceja entre els vòmits que li produeix l'excitació i la transformació que li passa quan es troba amb una noia que l'atreu o l'entendreix.
Karin Aoi (葵 かりん, Aoi Karin)
Veu: Miina Tominaga (japonès); Geni Rey (català)
És una ADN Operator de 16 anys que ve del futur per desempallegar-se de l'amenaça del Mega Playboy. És, o almenys ella així ho diu, la millor operadora; en viatjar a aquesta època, s'equivoca i porta una altra bala, la qual cosa accelera la transformació d'en Junta; per això, intenta buscar un mitjà alternatiu per evitar que es converteixi en el Mega Playboy. Tot el que vol a la vida és un bon marit, un animal de companyia i una bonica casa, però quan coneix en Junta, comença a sentir-s'hi atreta, primer pels seus poders i finalment per ell com a persona.
Ami Kurimoto (栗本 亜美, Kurimoto Ami)
Veu: Hiroko Kasahara (japonès); Eva Lluch (català)
És l'amiga d'infantesa d'en Junta i una de les poques dones que no li causen una reacció al·lèrgica, cosa que a vegades es pren com a ofensa, ja que fa molt de temps que n'està enamorada. Això pot ser perquè l'Ami no és gaire femenina: gairebé sempre vesteix texans i samarretes folgades. Com que sent amor de veritat per en Junta, és immune a l'habilitat del Mega Playboy, per la qual cosa la Karin decideix intentar unir-los perquè ell tingui algú de veritat important i aconsegueixi controlar-se amb la resta de les dones.
Tomoko Saeki (佐伯 倫子, Saeki Tomoko)
Veu: Megumi Hayashibara (japonès); Roser Aldabó (català)
És una companya de classe d'en Junta. És la xicota d'en Ryūji fins que es cansa de la seva infidelitat. Va ser la primera a caure sota els encants del Mega Playboy, després d'intentar utilitzar en Junta per causar gelosia a en Ryūji. A partir d'aquest moment li dona carabassa i comença a i mira de seduir en Junta.
Ryuji Sugashita (菅下 竜二, Sugashita Ryūji)
Veu: Takehito Koyasu (japonès); Àlex Meseguer (català)
L'ex ric i possessiu de la Tomoko. Jura venjar-se contra en Junta. Més tard guanya poders que rivalitzen amb els del Mega Playboy després de ser disparat accidentalment per una segona bala DCM.
Kotomi Takanashi (高梨 ことみ, Takanashi Kotomi)
Veu: Hekiru Shiina (japonès); Isabel Valls (català)
Amiga i companya de classe de l'Ami que té un problema vergonyós semblant a l'al·lèrgia de Junta: fa pets sempre que es posa nerviosa. La Kotomi està enamorada d'en Junta a causa del seu ADN Mega Playboy. La Kotomi i en Junta passen estones juntes intentant ajudar-se a curar-se mútuament els seus problemes. Té molta traça en gimnàstica.